# Рабесахала, Жизель
Мари Жизель Эми Рабесахала (фр. Marie Gisèle Aimée Rabesahala; 7 мая 1929 — 27 июня 2011) — малагасийская политическая и общественная деятельница, участница революционно-демократического и коммунистического движения на острове, первая женщина, занявшая министерскую должность в правительстве Мадагаскара (министр культуры в 1977—1991 годах). Занимаясь политикой с 17 лет, она стала первой мадагаскаркой во главе политической партии. Рабесахала была убеждённой марксисткой и соучредительницей коммунистической Партии конгресса независимости Мадагаскара, пришедшей к власти в 1975 году. До своей смерти продолжала заниматься политическим активизмом и журналистской деятельностью.

## Биография

### Молодость
По этнической принадлежности мерина, родилась в политически активной семье в центральном горном городе Тананариве (ныне Антананариву). Её отец был унтер-офицером французской армии, поэтому в детстве она много переезжала с семьёй, пока отца перебрасывали между постами во Франции, Тунисе и Мали. После его смерти вернулась на Мадагаскар в 1942 году. В детстве она стремилась стать монахиней, но воспользовалась возможностью, выпадавшей в то время немногим малагасийским женщинам — получить полное образование в лицее Тананариве. Получив работу в качестве стенографистки, с 17-летнего возраста была вовлечена в местные националистические круги.

### Начало политической карьеры
Рабесахала была инициатором создания в 1950 году и первым генеральным секретарем Comité de Solidarité Malgache (Мальгашского комитета солидарности), защищавшего жертв репрессий со стороны французских колониальных властей после восстания 1947—1948 годов и требовавшего освобождения политических заключённых. Комитет помогал семьям узников, а она писала статьи для прессы и привлекала внимание международного сообщества к их тяжелому положению, а также поддерживала связь с левыми депутатами Национального собрания Франции и организовала петиции президенту Франции Венсану Ориолю.
В 1951 году была среди основателей и руководителей марксистской группы на Мадагаскаре «Имунгу вау-вау», а в 1956 году возглавила созданную на основе Комитета солидарности политическую партию Союз малагасийского народа. В том году она оказалась первой мадагаскарской женщиной, ставшей лидером политической партии, и избранной муниципальным депутатом. 
Она также состояла в исполнительном комитете малагасийского профсоюза FISEMA, входившего в прокоммунистическое французское профобъединение Всеобщая конфедерация труда и сотрудничала в редакционной коллегии националистической газеты Imongo Vaovao, находившейся в жёсткой оппозиции французскому колониальному правлению на Мадагаскаре; эту должность она сохранила до 2011 года. Кроме того, она способствовала организации молодёжного движения в стране. 
В 1958 году она была соучредителем Партии конгресса независимости Мадагаскара (AKFM; с 1976 Партия конгресса независимости Мадагаскара — Демократический комитет поддержки Хартии малагасийской социалистической революции), объединившей пять организаций в политическую силу коммунистического толка. В 1959 году избрана её генеральным секретарём, оставалась им до 1990 года.

### Во власти
В 1975 году, через 15 лет после получения независимости острова от Франции, Партия конгресса независимости Мадагаскара пришла к власти, учредив Демократическую республику Мадагаскар, провозгласившую социалистическую ориентацию. Рабесахала с 1976 года представляла AKFM в политбюро Национального фронта защиты революции (AREMA) — коалиции шести левых политических партий, поддержавших Хартию малагасийской социалистической революции. Она также представляла свой родной город Антананариву в качестве депутата Национального собрания. В 1977 году она была назначена министр культуры и революционного искусства, став первой женщиной-министром Мадагаскара. Возглавляла это министерство до 1991 года (с 1989 года оно называлось просто министерством культуры).
В августе 1991 года правительство Ги Разанамаси в рамках перехода к многопартийной демократии расформировало её министерство. К тому времени AKFM раскололась между реформистами и коммунистами-сторонниками жёсткой линии. Рабесахала осталась в Партии конгресса независимости Мадагаскара, которая в 1990 году объединила усилия с бывшим президентом ДРМ Дидье Рациракой под эгидой Боевого движения за малагасийский социализм. Рацирака потерпел поражение во втором туре президентских выборов 1993 года, а AKFM не получила ни одного депутатского мандата.

### Поздние годы
Рабесахала критиковала новое правительство Альберта Зафи в своей публицистике и памфлетах. После возвращения к власти Рацираки на выборах 1997 года она восстановила своё политическое влияние. Она была советником премьер-министра Паскаля Ракотомаво, но подала в отставку в 1998 году, когда AKFM вновь не смогла получить ни одного места в парламенте, а администрация приняла стратегию либеральных рыночных реформ. Она вела негласную работу над созданием многопартийной коалиции в поддержку президента Рацираки и была назначена им сенатором и одним из шести вице-президентов. Когда к власти в 2002 году пришёл Марк Раваломанана, Рабесахала выступила активной противницей политического курса, в котором она усматривала иностранное вмешательство и неолиберализм в экономике.
Рабесахала никогда не была замужем и не имела детей, утверждая, что предпочитает «служить моей стране, а не одному человеку». Она умерла 27 июня 2011 года в 82-летнем возрасте